# Vera Vigevani Jarach
Vera Vigevani Jarach (Milano, 5 marzo 1928) è un'attivista, scrittrice e giornalista italiana residente in Argentina.
Di famiglia ebrea, si rifugia in Argentina nel 1939 per scampare alle leggi razziali fasciste. È una madre di Plaza de Mayo in seguito alla morte della figlia Franca Jarach negli anni della dittatura militare di Jorge Rafael Videla.

## Biografia
Vera Vigevani nasce il 5 marzo 1928 a Milano da una famiglia ebraica benestante: il padre Vittorio è avvocato, mentre la moglie Lidia è una volontaria sociale presso la sinagoga, dove collabora con il rabbino assistendo gli ebrei tedeschi rifugiati. La religione ricopre un ruolo centrale per la madre di Vera, proveniente da una famiglia molto osservante, mentre per suo padre non ha lo stesso valore.
Trascorre un'infanzia tranquilla in un piccolo quartiere milanese insieme ai genitori e alla sorella maggiore Livia fino all'ottobre 1938, quando Benito Mussolini vara le leggi razziali in Italia come condizione di alleanza richieste da Hitler. I Vigevani vengono a conoscenza della legislazione in due momenti diversi: i primi segnali sono alcuni articoli di giornale letti durante un soggiorno a Viareggio. Un mese dopo, presso San Martino di Castrozza, il vago contenuto di quelle notizie diventa una concreta e preoccupante consapevolezza.
Le conseguenze si fanno subito sentire: fino a questo momento Vera ha frequentato la scuola elementare Morosini. Subito dopo l'emanazione delle leggi una maestra si presenta a casa sua avvertendo la madre che la figlia decenne non potrà più frequentare l'istituto. In un primo momento Vera si trasferisce a una scuola situata in Via della Spiga. Qui, su iniziativa del professore fascista Bronzino, sono impartite lezioni pomeridiane a bambini ebrei da parte di insegnanti israeliti. L'esperienza risulta gradevole.

### Passaggio in Argentina
La pericolosità delle leggi è nota fin da subito alla famiglia. Parlando con i rifugiati che assiste, la madre comprende la portata della minaccia alla vita degli ebrei italiani e sa bene che rimanere in Italia è rischioso. I genitori di Vera decidono dunque di abbandonare il paese. La scelta ricade dapprima sulla Palestina, dove il padre aveva da tempo comprato un terreno. Successivamente, però, una famiglia di ebrei amici dei Vigevani residenti a Buenos Aires li convince a raggiungerli. In più, in Argentina sarebbe stato più semplice imparare la lingua spagnola, molto simile all'italiano. L'unico della famiglia che invece preferisce non partire è Ettore Felice Camerino, nonno materno di Vera, convinto che la situazione non sia tanto allarmante: sarà deportato e morirà nel campo di concentramento di Auschwitz. 
Grazie all'aiuto degli amici argentini, i Vigevani ottengono il visto turistico per l'Argentina, che diverrà definitivo dopo il loro arrivo. Il 3 marzo 1939 la famiglia parte dal porto di Genova a bordo della nave Augustus. Durante il viaggio Vera compie 11 anni e conosce un'altra italiana nella sua stessa situazione, Paola Vitale. Il 18 marzo 1939, dopo quindici giorni di traversata, il transatlantico arriva a Buenos Aires.
La famiglia abita dapprima presso una pensione in piazza San Martin, dopodiché si trasferisce in un'altra in via Esmeralda, dove alloggiano anche altre famiglie di ebrei italiani. Vera è iscritta a una scuola italiana, in quanto i genitori vogliono che lei riprenda gli studi italiani una volta che sia tornata nel paese di origine. Nonostante il vantaggio linguistico, questa prima esperienza scolastica non è positiva: quasi tutti i compagni appartengono a famiglie fasciste; Vera sente continuamente elogiare Mussolini e le sue conquiste territoriali e questo provoca in lei profonda tristezza. Dopo circa un anno, i Vigevani comprano casa.
Dopo la cattiva avventura della scuola italiana, Vittorio Vigevani vuole che la figlia si iscriva al Colegio Nacional de Buenos Aires, che però non ammette presenze femminili tra i suoi studenti. Vera frequenta quindi il Liceo Nacional de Señoritas N.1. Negli anni dell'adolescenza conosce alcune ragazze e ragazzi ebrei, tra cui Victor Cohen e Arrigo Levi, con cui forma un gruppo molto coeso, instaurando amicizie che Vera stessa definirà per la vita. Nel periodo immediatamente successivo alla Seconda Guerra Mondiale, Vera apprende che il nonno rimasto in Italia è stato deportato ad Auschwitz e non è più tornato.

### Matrimonio e maternità
Nel 1944, frequentando altri esuli ebrei come lei, Vera conosce e si fidanza col triestino Giorgio Jarach, studente di ingegneria presso l'università di Buenos Aires. La loro relazione è il motivo principale per cui i Vigevani non sono mai tornati stabilmente in Italia: dopo la fine della guerra, infatti, Vera dice ai genitori, che già pensano al ritorno in patria, che lei sarebbe rimasta con loro fino al compimento dei diciotto anni, dopodiché sarebbe tornata in Argentina per sposare il fidanzato. La madre, non volendo una famiglia divisa, decide allora di restare definitivamente a Buenos Aires. La scelta lascia perplesso il marito, che invece avrebbe preferito tornare a Milano per riprendere la professione di avvocato.
Dopo aver concluso il ciclo di studi superiori, Vera rinuncia all'università per lavorare, con l'obiettivo di mettere soldi da parte per sposarsi. Inizialmente è impiegata in una fabbrica di maglieria di amici di famiglia, poi in una agenzia marittima. In questo modo diventa indipendente dai genitori. Dopo le prime esperienze lavorative, Vera intraprende la carriera di giornalista culturale nella sede dell'agenzia italiana ANSA, dove rimane per quarant'anni fino all'età della pensione.
Nel 1949 Vera e Giorgio si sposano. Otto anni dopo, il 19 dicembre 1957, nasce la figlia Franca. Questa cresce serenamente, circondata dalle attenzioni dei genitori, con cui costruisce, a detta della madre Vera, un trío que tuvo características muy peculiares, un trio con caratteristiche molto peculiari. Molto brava a scuola, Franca ritiene che l'istruzione e l'educazione siano gli strumenti per cambiare il mondo. Partecipa attivamente alla vita della scuola, nonché ad attività politiche e sociali, maturando un profondo senso di solidarietà umana e di repressione delle ingiustizie. Franca matura anche grandi doti artistiche in ambito di pittura, scrittura e recitazione.

### Instaurazione della dittatura in Argentina
Il 24 marzo 1976 un colpo di stato provoca la caduta del governo di Isabel Martínez de Perón, terza moglie di Juan Domingo Perón. I suoi autori, Jorge Rafael Videla, l'ammiraglio Emilio Eduardo Massera e il generale di brigata Orlando Ramón Agosti, instaurano in Argentina un regime dittatoriale guidato da Videla. Il nuovo governo mira a reprimere qualsiasi forma di opposizione politica e sociale tramite un sistema repressivo basato sulla violazione sistematica dei diritti umani e civili passato alla storia come Guerra Sucia. La nuova organizzazione sociale prevede, tra gli altri provvedimenti, lo scioglimento dei sindacati, l'abrogazione dei diritti dei lavoratori e il soffocamento di ogni protesta.
Vittime del regime sono soprattutto gli studenti - universitari e delle scuole superiori -, considerati pericolosi poiché pensano, credono nella giustizia, nella solidarietà e nella libertà. Il regime si scaglia anche contro gli insegnanti, colpevoli di fornire ai giovani l'istruzione che la dittatura ripudia. La censura della cultura porta alla persecuzione di artisti, intellettuali, giornalisti, scrittori, musicisti e cantanti, torturati, uccisi o costretti ad abbandonare il paese. Numerose sono le vittime tra gli ebrei, a cui sono riservati atroci trattamenti: sono costretti a miagolare o abbaiare per perdere la dignità e ad ascoltare le registrazioni dei discorsi antisemiti di Hitler. Il regime non risparmia neanche i neonati, perseguitati tramite la pratica del Robo de niños.
La repressione del regime si attualizza secondo due forme: la prima, legale, prevede processi, condanne, e periodi di prigionia; la seconda, più comune e illegale, include sequestri, detenzioni, torture e morte. Nel secondo caso, gli individui vengono condotti nei Centri di Detenzione Clandestina, dove viene loro assegnato un numero identificativo. Qui i detenuti non valgono più di animali: vivono in piccole stanze con scarsissime condizioni igienico-sanitarie, dormono su brandine sporche, sono frequentemente sottoposti a torture. Queste includono la picana diverse violenze fisiche, le pratiche del "sottomarino" e del "sottomarino secco" e molte altre. Per uccidere i prigionieri, invece, la prassi più comune è il "volo della morte".

### Scomparsa di Franca

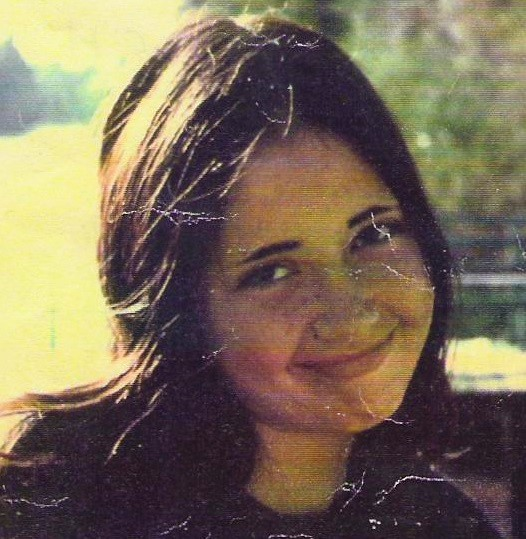
Franca Jarach

Franca Jarach è una delle vittime del regime: a soli diciotto anni, il 25 giugno 1976, viene catturata e condotta all'ESMA, la Escuela de Mecánica de la Armada, adibita a centro di detenzione e tortura dei ribelli.
Oltre a essere una studentessa brillante, Franca Jarach è anche molto attiva nella sua scuola: prende parte ai movimenti studenteschi, partecipa a iniziative per cambiare i sistemi di studio e i programmi. Sebbene intraprenda tali attività quando ancora l'Argentina è democratica - ossia prima della dittatura -, la ragazza continua anche in seguito all'instaurazione del regime, momento in cui gli studenti e l'ambiente scolastico in generale sono presi di mira dai militari.
In nome dei suoi ideali, Franca si ribella alla politica repressiva: in un'occasione, ad esempio, prende parte all'occupazione della sua scuola in difesa del preside che è stato allontanato. In un'altra partecipa a un'assemblea nonostante questa sia stata proibita. Per questo motivo Franca viene espulsa dalla scuola con una quindicina di compagni. Quando i ragazzi sospesi sono riammessi, Franca si rifiuta di tornare in quel clima di divieti, decide quindi di studiare autonomamente, dando poi gli esami di maturità come privatista. Poco tempo prima del sequestro si unisce al movimento studentesco "UES" (Unión de Estudiantes Secundarios), che si oppone al regime. Secondo Vera queste sarebbero le circostanze alla base della scomparsa di Franca. Vera e suo marito, consapevoli del rischio che la loro figlia corre, le consigliano più volte di tornare in Italia, dove loro due poi l'avrebbero raggiunta. Ognuna di queste volte, la ragazza oppone un secco rifiuto, preferendo restare a Buenos Aires. Alcuni coetanei, tra cui l'amica e compagna di classe Diana Guelar, scamperanno alla detenzione perché sceglieranno di andare via dall'Argentina.`
Venerdì 25 giugno 1976, mentre si trova nel bar Exedra, o nei pressi di questo - non si conosce l'esatta collocazione -, Franca scompare. Il fidanzato, a cui Franca ha confessato pochi minuti prima tramite telefono di essere preoccupata per aver perso la sua borsetta, avverte immediatamente i genitori della ragazza. Quindici giorni dopo gli Jarach ricevono un'attesa telefonata da parte della figlia, a cui risponde Giorgio. Egli, come al solito, usa l'italiano per parlare con la figlia; lei lo interrompe dicendogli che le hanno ordinato di parlare in spagnolo. Franca dice loro di stare bene e di essere detenuta presso Seguridad de la Coordinación Federal (in realtà si trova nella ESMA, ma questo Vera lo saprà più tardi). Li invita a stare tranquilli, in quanto le danno da mangiare, da coprirsi se ha freddo e le medicine in caso di malattia. Chiede al padre come stanno sua madre, Lina - la domestica di casa - e il suo fidanzato. Infine gli dice che lo avvertiranno non appena potrà andare a prenderla e gli indicheranno anche come raggiungerla. La telefonata dà sollievo ai genitori, che solo molto tempo dopo capiranno che si trattava in realtà di un diversivo dei militari per prendere tempo. Molti altri genitori di desaparecidos avevano infatti ricevuto telefonate analoghe.
La detenzione di Franca dura qualche settimana: a metà luglio, pochi giorni dopo aver parlato con i genitori, Franca è vittima di un "volo della morte". Questo viene organizzato perché nello stesso mese sono stati condotti all'ESMA moltissimi giovani e le celle scarseggiano. I militari decidono così di uccidere dei prigionieri per fare posto ai nuovi arrivati. A Vera non rimane neanche la speranza di riavere i resti di sua figlia.

### Ricerca della verità
A partire dalla scomparsa di Franca, Vera Vigevani e il marito hanno cercato in tutti i modi di avere sue notizie. Giorgio Jarach si reca dapprima al laboratorio grafico dove lavora la figlia, poi alla polizia. A questo punto iniziano le richieste ufficiali, effettuate sia a organismi nazionali (il Ministro dell'Interno, l'Esercito, la Marina) che internazionali (Amnesty International, la Croce Rossa). Vera si appella all'ambasciata nordamericana, a quella italiana - a cui riesce ad accedere grazie alla sua professione di giornalista -, a quella ebraica e alla collettività ebraica a Buenos Aires. La donna può contare anche sull'amico fraterno Arrigo Levi, emigrato come lei in Argentina e poi tornato a vivere in Italia. Questi, venuto a conoscenza della scomparsa di Franca, cerca notizie prima a Torino poi a Roma, senza risultato. Grazie al suo aiuto, Vera incontra il Presidente della Repubblica italiano Sandro Pertini. Nonostante ciò, per lunghi anni i coniugi Jarach non hanno saputo niente di utile.
Mentre Jarach, morto nel 1991, non saprà mai il destino di Franca, sua moglie riesce a conoscerlo nel 2000, dopo venti anni di attese e speranza. Infatti, un antropologo forense mette la donna in contatto con una superstite dei campi di concentramento del regime, Marta Alvarez, sequestrata il giorno dopo l'arresto di Franca. Questa aveva visto cose orribili nel centro di detenzione e aveva tentato di rimuovere tutto. Per questa resistenza al ricordare, Vera deve aspettare circa un anno affinché la Alvarez si decida a parlarle.
Marta Alvarez rivela a Vera la verità circa la morte della figlia. Le dice inoltre che fino all'ultimo momento Franca estaba entera, era intera, era rimasta sé stessa, aveva mantenuto la personalità e la forza combattiva. Ricorda che la ragazza aveva conservato persino il senso dell’umorismo, tanto che in un'occasione le aveva scherzosamente detto: "Qui non ho bisogno di fare diete dimagranti con quel poco che ci danno da mangiare”. Marta confessa a Vera che i detenuti non avevano paura poiché non sospettavano minimamente la fine tragica a cui sarebbero andati incontro, credevano piuttosto di dover affrontare prima o poi un processo legale. Infine Vera chiede all'altra se Franca è stata torturata, non ricevendo risposta. Vera, sebbene abbia interpretato questo silenzio affermativamente, è cosciente del fatto che non saprà mai se la figlia abbia subito torture o meno.

### Madre diPlaza de Mayo
Le madri dei desaparecidos si recano frequentemente in Plaza de Mayo, di fronte alla Casa Rosada, cercando notizie ufficiali riguardo ai figli. Dal momento che è proibito formare gruppi che contino più di tre persone, inizialmente esse vi arrivano individualmente. Da un certo momento in poi, però, come forma di protesta nei confronti del silenzio del governo, cominciano a recarsi alla piazza in gruppo. Il 30 aprile 1977 le madri di Plaza de Mayo - così prende nome il loro movimento - sfilano per la prima volta attorno ad una piccola piramide che orna la piazza. La pratica si ripeterà ogni giovedì pomeriggio dalle 15:30 alle 16:00
Per tentare di calmare le madri, il governo argentino attiva nella Casa Rosada un ufficio a cui queste possono recarsi per chiedere informazioni una volta al mese. Durante una visita a quest'ufficio, Vera parla con una donna, il cui figlio desaparecido frequentava la stessa scuola di Franca. La signora le dice di essere una delle fondatrici delle Madres, spiegandole origini e finalità del movimento. Il giovedì successivo, Vera si unirà alle madri.

### La lotta per la giustizia
Tramite l'associazione comincia a incrinarsi il muro di silenzio che si era creato intorno alla questione desaparecidos. Le madri hanno per la prima volta la possibilità di farsi notare e ascoltare. Un momento fondamentale è rappresentato dai campionati mondiali di calcio del 1978, disputati in Argentina. In questa occasioni le madri hanno la possibilità di parlare con i giornalisti venuti da ogni parte del mondo, diffondendo anche all'estero le loro storie.
In seguito alla caduta della dittatura, iniziano le operazioni per la ricerca sistematica dei resti dei desaparecidos, identificando quelli ritrovati tramite test del DNA; si comincia a raccogliere le testimonianze dei superstiti e ad agire in campo di giustizia. È nel 2003 la prima grande conquista del movimento: vengono abolite le leggi del "punto finale" e dell'"obbedienza dovuta", garanti fino a questo momento dell'immunità dei ex militari della Giunta. Grazie alla pressione delle Madri hanno preso avvio i processi per condannare i colpevoli, alcuni dei quali sono ancora in corso. Si è scelto di riunire tra loro le cause che presentano maggiore similarità per velocizzare i tempi e tutelare i testimoni, sottoposti continuamente a pressioni, intimidazioni e minacce.
Un procedimento giudiziario a cui Vera partecipa attivamente è il processo ESMA, le cui udienze sono tenute in Argentina e in Italia (molti desaparecidos sono italiani o hanno, come nel caso di Franca Jarach, origini italiane). Il 24 aprile 2008 si è conclusa la sequenza di udienze svoltesi in Italia: la Corte d’Assise di Roma ha condannato all’ergastolo gli ufficiali della Marina argentina Jorge Eduardo Acosta, Alfredo Ignacio Astiz, Jorge Raúl Vildoza, Antonio Vanek e Héctor Antonio Febres.

### Scissione delleMadri

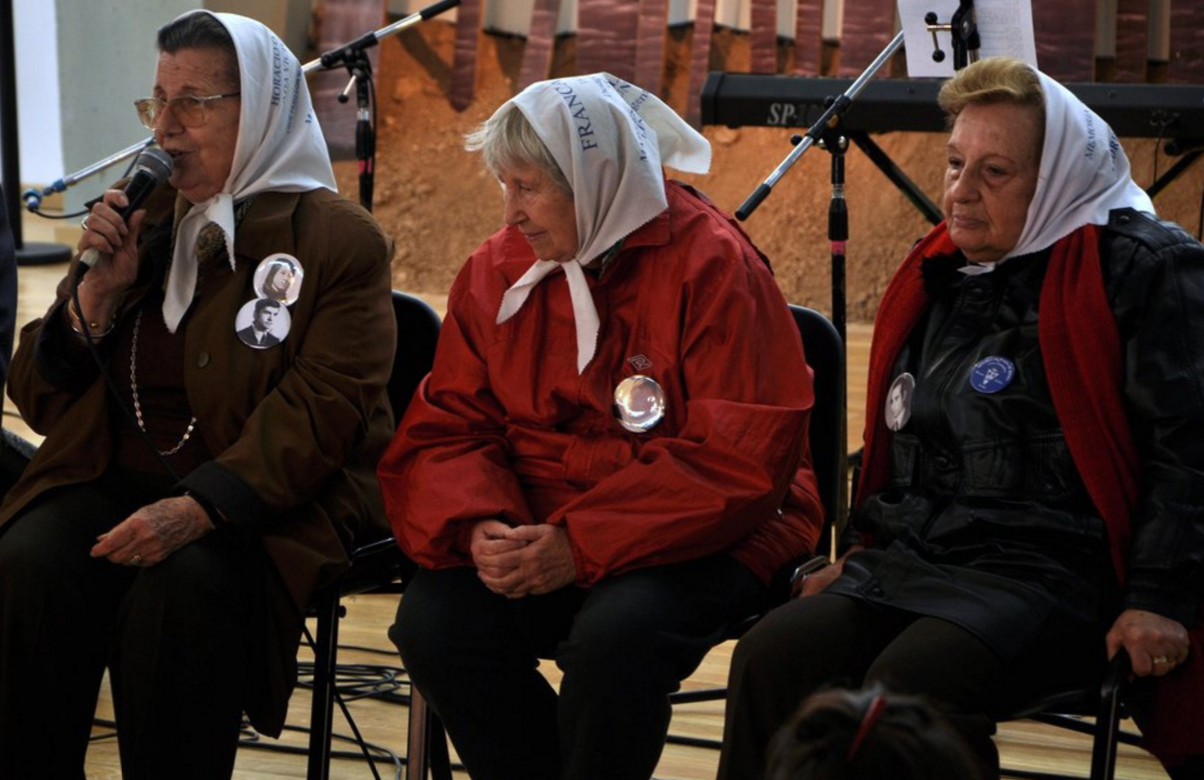
Vera Vigevani Jarach insieme a Haydeé García Gastelú e Carmen Lorefice, altre due madri della línea-fundadora, durante un incontro

Dal 1986, anno della divisione dell'associazione, Vera Vigevani è esponente delle Madres de Plaza de Mayo - Línea Fundadora, una delle due fazioni formatesi della scissione (l'altra è il gruppo Asociación Madres de Plaza de Mayo, guidato da Hebe de Bonafini). Le madri della línea fundadora, differentemente dalle altre, hanno accettato il denaro che il presidente Raúl Ricardo Alfonsín ha dato loro come risarcimento per la perdita dei figli, che hanno utilizzato per le operazioni di recupero dei resti degli scomparsi. Esse sono attualmente molto attive per mantenere la memoria e diffondere il ricordo attraverso le loro testimonianze, motivo per cui partecipano spesso a iniziative e incontri.
Il 15 ottobre 2014 un gruppo di madri ha presenziato a un'udienza con Papa Francesco. Con il pontefice le donne hanno parlato del ruolo della chiesa nelle vicende che hanno riguardato le loro famiglie; a tal proposito Vera ha rimarcato che nonostante ci sia stata una parte della Chiesa che ha aiutato moltissimo le vittime, ci fu anche un gran silenzio. La donna ha sottolineato inoltre l'importanza della figura del papa per far conoscere il loro motto Nunca más el silencio, mai più silenzio.

### Vera oggi
Dal 1986 Vera Vigevani fa parte del gruppo Madres de Plaza de Mayo - Línea Fundadora. È membro inoltre della Fundación Memoria Histórica y Social Argentina, dell’associazione dei familiari dei desaparecidos ebrei e di altre associazioni minori.
Attualmente la donna si dedica soprattutto al recupero della verità e al mantenimento di una memoria storica collettiva, che deve essere conosciuta per guidare l'umanità verso un futuro a cui Vera guarda con positività e speranza. Per diffondere la sua testimonianza Vera partecipa a incontri con studenti delle scuole primarie e aderisce a iniziative culturali orientate in tal senso.

## Partigiana della memoria
Così si presenta Vera Vigevani:
(Vera Vigevani Jarach)
Oltre alla diffusione del ricordo di Franca, ad animare Vera è anche un forte l'impegno nel creare e trasmettere una memoria collettiva e condivisa, affinché ciò che è successo sia conosciuto e mai dimenticato. Secondo Vera, infatti, la conoscenza è l'unica arma per evitare che si ripetano quelle dinamiche storiche che hanno generato il male che ha coinvolto la sua vita. L'utilità della testimonianza riguarda quindi un futuro a cui Vera guarda in modo positivo e speranzoso. Durante un'intervista, alla domanda: "Per cosa continuate a battervi dopo tanti anni dalla guerra sporca?" Vera ha risposto: "Per conservare la memoria, affinché quelle storie non cadano nell'oblio e perché quello che è accaduto una volta non accada mai più".

### Incontri
Per adempiere a questa "missione" Vera porta la sua testimonianza in giro per l'Argentina e all'estero. I suoi incontri si tengono prevalentemente nelle scuole e nelle università, dove la sua presenza è molto richiesta. Agli studenti ama ripetere che la memoria, anche se parziale e spesso fallace, è una delle maggiori fonti storiche. Questa permette di comprendere i sintomi che presagiscono un particolare fenomeno, come i segnali che precedono l'instaurazione di un regime totalitario. La donna esorta i giovani a non essere indifferenti nei confronti di queste avvisaglie, sottovalutando la loro pericolosità e a essere attivi affinché queste non provochino di nuovo sofferenze e male. La memoria dei desaparecidos ha anche il compito di recuperare gli ideali che hanno animato quella generazione di giovani troncata dalla dittatura. Durante gli incontri Vera rimarca spesso il ruolo fondamentale dei docenti come figure guida nell'esercizio della memoria che si deve fare tramite incontri con i testimoni diretti - laddove siano sempre in vita - e l'analisi di documenti, libri e manifestazioni culturali e artistiche che affrontano il tema. Non sono rari i viaggi di Vera nelle città italiane per presenziare a incontri con studenti di scuole secondarie o università.
Il 16 ottobre 2008 il sindaco di Venezia Massimo Cacciari intitola un bosco di Mestre a Franca Jarach, dedicandolo a tutti i desaparecidos della dittatura argentina. Per l'occasione è organizzata una cerimonia a cui hanno partecipato le autorità locali, numerosi studenti del territorio veneto e Vera Vigevani.
Nel gennaio 2015 Vigevani partecipa al Treno della memoria, iniziativa promossa dalla regione Toscana per mettere gli studenti a contatto diretto con la realtà della Shoah. In questa occasione ha raccontato ai cinquecento partecipanti le sue due storie, colpendo tutti con la forza, il coraggio e la positività che la contraddistinguono.

## Pubblicazioni
Portando avanti il suo impegno Vera ha anche pubblicato due libri sull'argomento desaparecidos: il primo, Il silenzio infranto. Il dramma dei desaparecidos italiani in Argentina, redatto in collaborazione con Carla Tallone, riporta le testimonianze dei reduci di italiani dei campi di concentramento del regime e dei familiari di coloro che invece non sono tornati. Il secondo, I ragazzi dell'esilio. Argentina (1975-1984), scritto con Diana Guelar e Beatriz Ruiz, riporta le storie dei giovani che si sono salvati fuggendo dall'Argentina una volta capito di essere nel mirino della Giunta. Qualche anno prima, nel 1998, Vera Vigevani, collaborando con Eleonora Maria Smolensky, aveva raccolto nel volume Tante voci, una storia. Ebrei italiani in Argentina (1938-1948) i racconti degli italiani ebrei, tra cui la stessa Vigevani, che si erano rifugiati in Argentina per sfuggire alle leggi razziali.
Nel 2013, su iniziativa di Marco Bechis, a Vera è dedicata una web serie prodotta da Karta Film per il Corriere della Sera, intitolata  Il rumore della memoria. Il viaggio di Vera dalla Shoah ai desaparecidos. La serie si compone di sei brevi puntate, ognuna delle quali si incentra su un aspetto della sua storia: i primi due episodi sulla vicenda di Franca Jarach; il terzo e il quarto parlano delle conseguenze delle leggi razziali sulla vita di Vera e della partenza verso l'Argentina; gli ultimi due raccontano il tentativo di Fuga, l'arresto e la deportazione di Ettore Camerino, con la partecipazione di Liliana Segre, che espone i particolari del viaggio verso Auschwitz. I sei video sono corredati da nove articoli scritti dai giornalisti del Corriere, che ampliano e commentano gli argomenti trattati nei filmati. 
Nel 2021 alla vicenda di Franca è stato dedicato un albo illustrato in cui la sua figura è trasfigurata in quella di una bambina, la piccola Libera, protagonista de La banda dei biscotti, di Martin Stigol (drammaturgo, regista e attore argentino attivo in Italia dal 1988), con le figure di carta ritagliata dell'illustratrice argentina Eleonora Arroyo. Nel volume è anche contenuto un breve messaggio di Vera stessa. Attraverso questa pubblicazione, prosegue la testimonianza sulle vicende dei desaparecidos, nelle scuole di ogni ordine e grado a cura dell'autore, legato a Vera da un forte sodalizio da moltissimi anni.

## Onorificenze e riconoscimenti
- Ambrogino d'oro del Comune di Milano (dicembre 2011)[26]
- Laurea honoris causa in "Relazioni internazionali" dell'Università Statale di Milano (febbraio 2018)[27]
- Premio Salvador Allende (novembre 2018)[28]
- Gonfalone d'Argento della Regione Toscana (novembre 2018)[29]